# Tatiana Vattier
Pour les articles homonymes, voir Vattier.
Tatiana Vattier, née le 24 janvier 1977, est une joueuse de badminton française, licenciée au Issy-les-Moulineaux Badminton Club puis au Racing Club de France.
Elle a été quatre fois championne de France en simple, entre 2000 et 2004, et a obtenu un total de 27 titres nationaux (hors interclubs).

## Palmarès

### International
- 4 sélections en championnats du monde;
- 4 sélections en championnat d'Europe;
- Sélectionnée aux Jeux olympiques d'été de 2000 (Sydney);
- Coupe de Suisse (Helvetia Cup) par équipes: 2003;

| Année | Titre                        | Discipline   | N° | Nom(s)                             |
| ----- | ---------------------------- | ------------ | -- | ---------------------------------- |
| 1997  | Internationaux de Strasbourg | Simple dames | 2  | Tatiana Vattier                    |
| 1997  | Internationaux de Strasbourg | Double dames | 2  | Tatiana Vattier / Sandrine Lefevre |
| 2000  | Jeux olympiques (Sydney)     | Simple dames | 33 | Tatiana Vattier                    |

### National séniors
| Saison    | Titre                 | Discipline   | N° | Nom(s)                              |
| --------- | --------------------- | ------------ | -- | ----------------------------------- |
| 1994/1995 | Championnat de France | Double dames | 1  | Tatiana Vattier/Christelle Mol      |
| 1998/1999 | Championnat de France | Double mixte | 1  | Tatiana Vattier/Manuel Dubrulle     |
| 1998/1999 | Championnat de France | Double dames | 1  | Tatiana Vattier/Sandra Dimbour      |
| 1999/2000 | Championnat de France | Simple dames | 1  | Tatiana Vattier                     |
| 2000/2001 | Championnat de France | Simple dames | 1  | Tatiana Vattier                     |
| 2000/2001 | Championnat de France | Double mixte | 1  | Tatiana Vattier/Manuel Dubrulle     |
| 2001/2002 | Championnat de France | Simple dames | 1  | Tatiana Vattier                     |
| 2002/2003 | Championnat de France | Double dames | 1  | Tatiana Vattier / Viktoria Hristova |
| 2003/2004 | Championnat de France | Double dames | 1  | Tatiana Vattier / Viktoria Hristova |
| 2003/2004 | Championnat de France | Simple dames | 1  | Tatiana Vattier                     |

### National autres catégories (17 titres)
| Saison    | Titre                               | Discipline   | N° | Nom(s)                                          |
| --------- | ----------------------------------- | ------------ | -- | ----------------------------------------------- |
| 1988/1989 | Championnat de France Minimes       | Double dames | 1  | Tatiana Vattier / Marion Dervaux                |
| 1989/1990 | Championnat de France Minimes       | Double dames | 1  | Tatiana Vattier / Isabelle Levert Rasoavololona |
| 1990/1991 | Championnat de France Minimes       | Double dames | 1  | Tatiana Vattier / Isabelle Levert Rasoavololona |
| 1990/1991 | Championnat de France Minimes       | Simple dames | 1  | Tatiana Vattier                                 |
| 1991/1992 | Championnat de France Cadets        | Simple dames | 1  | Tatiana Vattier                                 |
| 1991/1992 | Championnat de France Cadets        | Double dames | 1  | Tatiana Vattier / Isabelle Levert Rasoavololona |
| 1991/1992 | Championnat de France Cadets        | Double mixte | 1  | Tatiana Vattier/Bertrand Gallet                 |
| 1992/1993 | Championnat de France Juniors       | Simple dames | 1  | Tatiana Vattier                                 |
| 1992/1993 | Championnat de France Juniors       | Double mixte | 1  | Tatiana Vattier/Jeff Jouhanet                   |
| 1993/1994 | Championnat de France Juniors       | Simple dames | 1  | Tatiana Vattier                                 |
| 1993/1994 | Championnat de France Juniors       | Double mixte | 1  | Tatiana Vattier/David Toupé                     |
| 1994/1995 | Championnat de France universitaire | Simple dames | 1  | Tatiana Vattier                                 |
| 1994/1995 | Championnat de France Juniors       | Simple dames | 1  | Tatiana Vattier                                 |
| 1994/1995 | Championnat de France Juniors       | Double mixte | 1  | Tatiana Vattier/David Toupé                     |
| 1996/1997 | Championnat de France universitaire | Double dames | 1  | Tatiana Vattier / Chryselle Ibanez              |
| 1996/1997 | Championnat de France universitaire | Simple dames | 1  | Tatiana Vattier                                 |
| 2002/2003 | Championnat de France universitaire | Double dames | 1  | Tatiana Vattier / Viktoria Hristova             |

### National interclubs
Multiple Championne de France interclubs, avec le Issy-les-Moulineaux B.C. et le RCF.